# ALTEN
ALTEN ist ein Ingenieurdienstleister mit Hauptsitz in Paris, Frankreich. Die Gruppe unterhält Niederlassungen in mehr als 30 Ländern und gehörte laut einer Pressemeldung des Dienstleisters Everest Group im Jahr 2021 zu den drei größten Engineering-Dienstleistern weltweit.

## Geschichte
Alten wurde 1988 von drei Absolventen der Ingenieurwissenschaften in Paris gegründet. Schrittweise baute das Unternehmen seine Aktivitäten aus und gründete weitere Niederlassungen in Frankreich. Die erste Tochtergesellschaft außerhalb Frankreichs wurde 1989 in Großbritannien eröffnet. Ab 1999 weitete Alten die Aktivitäten auf Wirtschaftsräume außerhalb Frankreichs aus. Alten ist seit 1999 an der Pariser Börse notiert.

## Branchen
Alten wurde 1988 gegründet und unterstützt die Entwicklungsstrategien seiner Kunden in den Bereichen Innovation, F&E und technologische Informationssysteme. Alten arbeitet mit großen Unternehmen in den Bereichen Luft- und Raumfahrt, Verteidigung und Schifffahrt, Sicherheit, Automobil, Schienenverkehr, Energie, Life Sciences, Finanzen, Einzelhandel, Telekommunikation und Dienstleistungen zusammen.

## Standorte
Die Gruppe ist mit Tochtergesellschaften in über 30 Ländern vertreten.

### Deutschland
Die Alten Group ist in Deutschland mit 20 Standorten vertreten und beschäftigt 3.000 Mitarbeiter, davon zum Großteil Ingenieure. Darüber hinaus befinden sich in Kundennähe zahlreiche Projektbüros.
Neben der Alten GmbH und Alten Technology GmbH gehören noch weitere Tochter- und Schwestergesellschaften zu Alten Germany. Dazu zählen Alten Consulting Services GmbH, iCONEC GmbH und MI-GSO GmbH.

### Österreich
Die Alten Group ist in Österreich an den Standorten Graz und Wien vertreten.

### Schweiz
In der Schweiz ist Alten an fünf Standorten vertreten. Diese befinden sich in Basel, Cham, Chiasso, Lausanne und Zürich.